# Jane Rule
Jane Vance Rule (Plainfield, Nueva Jersey; 28 de marzo de 1931-isla Galiano, 27 de noviembre de 2007) fue una escritora canadiense, autora de novelas y ensayos sobre el lesbianismo. 

## Biografía
Fue la última hija de Charlotte Jane (nacida Hink) y Arthur Richards Rule. Se sentía, según dijo, un muchacho incompleto y cada vez más acomplejado por los dos metros que llegó a medir y su dislexia. A los 15 años leyó El pozo de la soledad (1928), la famosa y escandalosa novela de temática lésbica de Marguerite Radclyffe Hall, y escribió a continuación: «Sentí de golpe que era un monstruo».
Hizo sus estudios en el Mills College en California, donde obtuvo su diploma en 1952; durante una breve estancia en Inglaterra, entró en relación con el crítico John Hulcoop. De vuelta a los Estados Unidos enseñó en la Academia Concord en Massachusetts, donde se enamoró de Helen Sontoff. Marchó a trabajar con Hulcoop a la Universidad de la Columbia Británica en Vancouver en 1956, pero Elena Sontoff fue a visitarla y comenzaron a vivir juntas.
En 1964 publicó Desert of the Heart, rechazada por veintidós editores. La novela mostraba a dos mujeres que se enamoraban y valió a su autora recibir un gran número de cartas de mujeres «muy desgraciadas, o desesperadas», que se sentían solas y desafortunadas. Tras esta novela los medios de comunicación canadienses la buscaron con ahínco, de forma que llegó a escribir más tarde: "Me convertí en la única lesbiana de Canadá, un papel que no he aceptado más que poco a poco y de mala gana y del que me he servido para educar a la gente como bien podía". En 1976 se instaló en isla Galiano y permaneció allí hasta el fin de sus días. En 1985, su novela fue adaptada por Donna Deitch con el título de Desert Hearts y devino un clásico del lesbianismo o safismo. The Globe and Mail escribió de ella que era una de las primeras obras que mostraba una relación sáfica bajo un punto de vista favorable. 
Dirigió la Writers' Union of Canada (Unión de Escritores de Canadá). Abiertamente lesbiana, defendió con ardor a la vez la libertad de expresión y los derechos de los homosexuales y participó en diversas controversias gay. 
En 1989 donó una colección de sus escritos a la Universidad de la Columbia Británica. 
Jane Rule y Sontoff vivieron juntas hasta la muerte de esta última en el 2000. Sin embargo, Rule sorprendió a algunos miembros de la comunidad gay declarándose contra el matrimonio igualitario, y escribió: «Ser forzado a interpretar el estrecho modo de vida heterosexual no es un paso hacia adelante, sino un paso hacia atrás y dentro de las delimitaciones que nos impone el estado. Después de todo lo que hemos pasado, deberíamos ayudar a nuestros hermanos y hermanas heterosexuales a librarse de las prisiones definidas por el estado, y no encerrarnos en ellas voluntariamente».
Murió a los 76 años el 28 de noviembre de 2007 en su propia casa, en la Isla Galiano, a consecuencia de las complicaciones de un cáncer de hígado, habiendo rehusado todo tratamiento que la alejara de allí. Su cuerpo fue cremado y sus cenizas enterradas en el cementerio de la isla junto a su pareja Sontoff.

## Premios
- Memory Board (1987) y After the Fire (1989) fueron nominados para el Premio Ethel Wilson de Ficción.

- Fue condecorada con la Orden de la Columbia Británica en 1998 y
- Orden de Canadá en 2007. Al respecto señaló

"Escogí Canadá hace más de 50 años. Me es, pues, muy agradable que Canadá me haya escogido".

## Obras
- Desert of the Heart (1964)
- This Is Not for You (1970) Naiad Press
- Against the Season (1971) Naiad Press
- Lesbian Images (1975) The Crossing Press
- Theme for Diverse Instruments (1975)
- The Young in One Another's Arms (1977) Naiad Press
- Contract With the World (1980)
- Outlander (Jane Rule novel)|Outlander (1981) Naiad Press
- Inland Passage and Other Stories (1982) Naiad Press
- A Hot-Eyed Moderate (1985) Naiad Press
- Memory Board (1987) Naiad Press
- After the Fire (novel)|After the Fire (1989) Naiad Press